# Padi Deep Diver
 (avril 2023).
Si vous disposez d'ouvrages ou d'articles de référence ou si vous connaissez des sites web de qualité traitant du thème abordé ici, merci de compléter l'article en donnant les références utiles à sa vérifiabilité et en les liant à la section « Notes et références ».
Padi Deep Diver est une spécialité décernée par l'organisation mondiale PADI (Professional Association of Diving Instructors). L'élève doit avoir 15 ans ou plus et être en possession d'une licence Padi Adventure Diver ou une certification similaire décernée par une autre organisation.
La spécialité Deep Diver (plongée profonde) offre la possibilité d'effectuer 4 plongées de 18 à 40 mètres (60, 80, 100 et 130 pieds).